# Hoa hậu Hoàn vũ 1952
Hoa hậu Hoàn vũ 1952 là cuộc thi Hoa hậu Hoàn vũ lần đầu tiên trong lịch sử, được tổ chức vào ngày 28 tháng 6 năm 1952 tại Nhà hát Thính phòng Long Beach ở Long Beach, California, Hoa Kỳ. 30 thí sinh từ khắp nơi trên thế giới đã tham gia cuộc thi. Người chiến thắng là Armi Kuusela đến từ Phần Lan, được trao vương miện bởi nữ diễn viên Piper Laurie.

## Kết quả

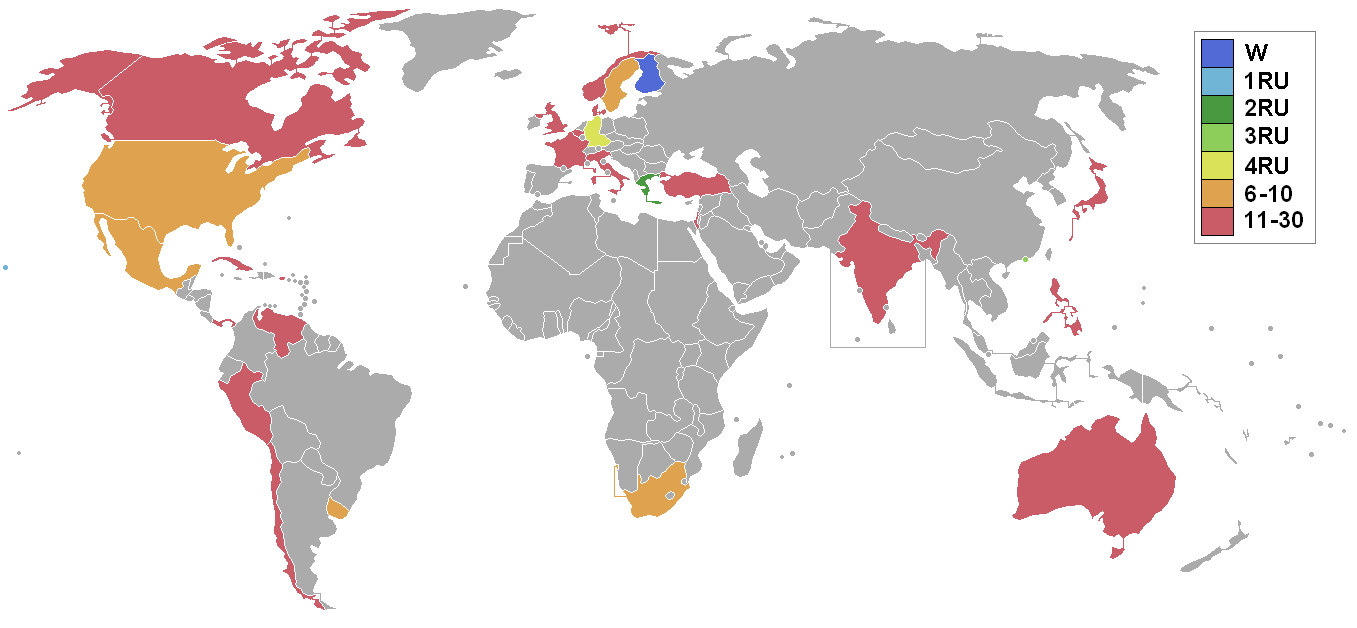
Các nước và vùng lãnh thổ tham gia Hoa hậu Hoàn Vũ 1952.

### Thứ hạng
| Kết quả              | Thí sinh |
| -------------------- | --- |
| Hoa hậu Hoàn vũ 1952 | - Phần Lan – Armi Kuusela |
| Á hậu 1              | - Hawaii – Elza Edsman |
| Á hậu 2              | - Hy Lạp – Ntaizy Mavraki |
| Á hậu 3              | - Hồng Kông – Judy Dan |
| Á hậu 4              | - Đức – Renate Hoy |
| Top 10               | - Mexico – Olga Llorens Pérez-Castillo - Nam Phi – Catherine Higgins - Thụy Điển – Anne Marie Thistler - Uruguay – Gladys Rubio Fajardo - Hoa Kỳ – Jackie Loughery † |

### Các giải thưởng đặc biệt
| Giải thưởng        | Thí sinh                                       |
| ------------------ | ---------------------------------------------- |
| Hoa hậu Thân thiện | - Bỉ – Myriam Lynn - Montana – Valerie Johnson |
| Hoa hậu Diễu hành  | - Chile – Esther Saavedra                      |

- Từ năm 1952 đến 1964, cuộc thi Hoa hậu Hoàn vũ được tổ chức đồng thời với cuộc thi Hoa hậu Mỹ nên các giải phụ có thể trao cùng một lúc cho cả hai cuộc thi.

## Thí sinh tham gia

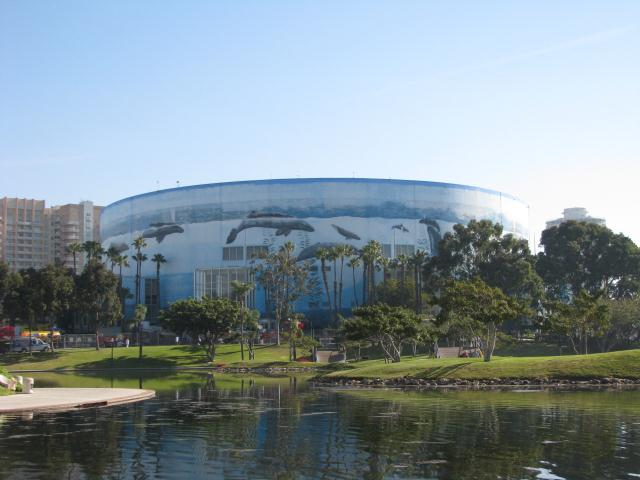
Nhà hát Thính phòng Long Beach, địa điểm chính thức diễn ra cuộc thi Hoa hậu Hoàn vũ 1952.

Cuộc thi có tổng cộng 30 thí sinh tham gia:
| Quốc gia/Lãnh thổ | Thí sinh                         |
| ----------------- | -------------------------------- |
| Alaska            | Shirley Burnett                  |
| Úc                | Leah MacCartney                  |
| Bỉ                | Myriam Lynn (Marianne Mullender) |
| Canada            | Ruth Carrier                     |
| Chile             | María Esther Saavedra Yoacham    |
| Cuba              | Gladys López                     |
| Đan Mạch          | Hanne Sørensen                   |
| Phần Lan          | Armi Kuusela                     |
| Pháp              | Claude Goddart                   |
| Đức               | Renate Hoy                       |
| Anh Quốc          | Aileen P. Chase                  |
| Hy Lạp            | Ntaizy (Daisy) Mavraki           |
| Hawaii            | Elza Kananionapua Edsman         |
| Hồng Kông         | Judy Dan                         |
| Ấn Độ             | Indrani Rahman †                 |
| Ý                 | Ora Vered                        |
| Nhật Bản          | Giovanna Mazzotti                |
| Israel            | Himeko Kojima                    |
| Mexico            | Olga Llorens Pérez-Castillo      |
| Na Uy             | Eva Røine                        |
| Panama            | Elzibir Gisela Malek             |
| Peru              | Ada Gabriela Bueno               |
| Philippines       | Teresita Torralba Sanchez        |
| Puerto Rico       | Marilia Levy Bernal              |
| Nam Phi           | Catherine Edwina Higgins         |
| Thụy Điển         | Anne Marie Thistler              |
| Thổ Nhĩ Kỳ        | Gelengul Tayforoglu              |
| Uruguay           | Gladys Rubio Fajardo             |
| Hoa Kỳ            | Jacqueleen "Jackie" Loughery †   |
| Venezuela         | Sofía Silva Inserri †            |

## Giám khảo
- Milo Anderson
- Arlene Dahl
- Robert Goldstein
- Samuel Heavenrich
- Tom Kelley
- Constance Moore
- Robert Palmer
- Gilbert Roland
- Yucca Salamunich
- Vincent Trotta

## Liên kết
- Website của cuộc thi Hoa hậu Hoàn vũ